# Râul des Prairies

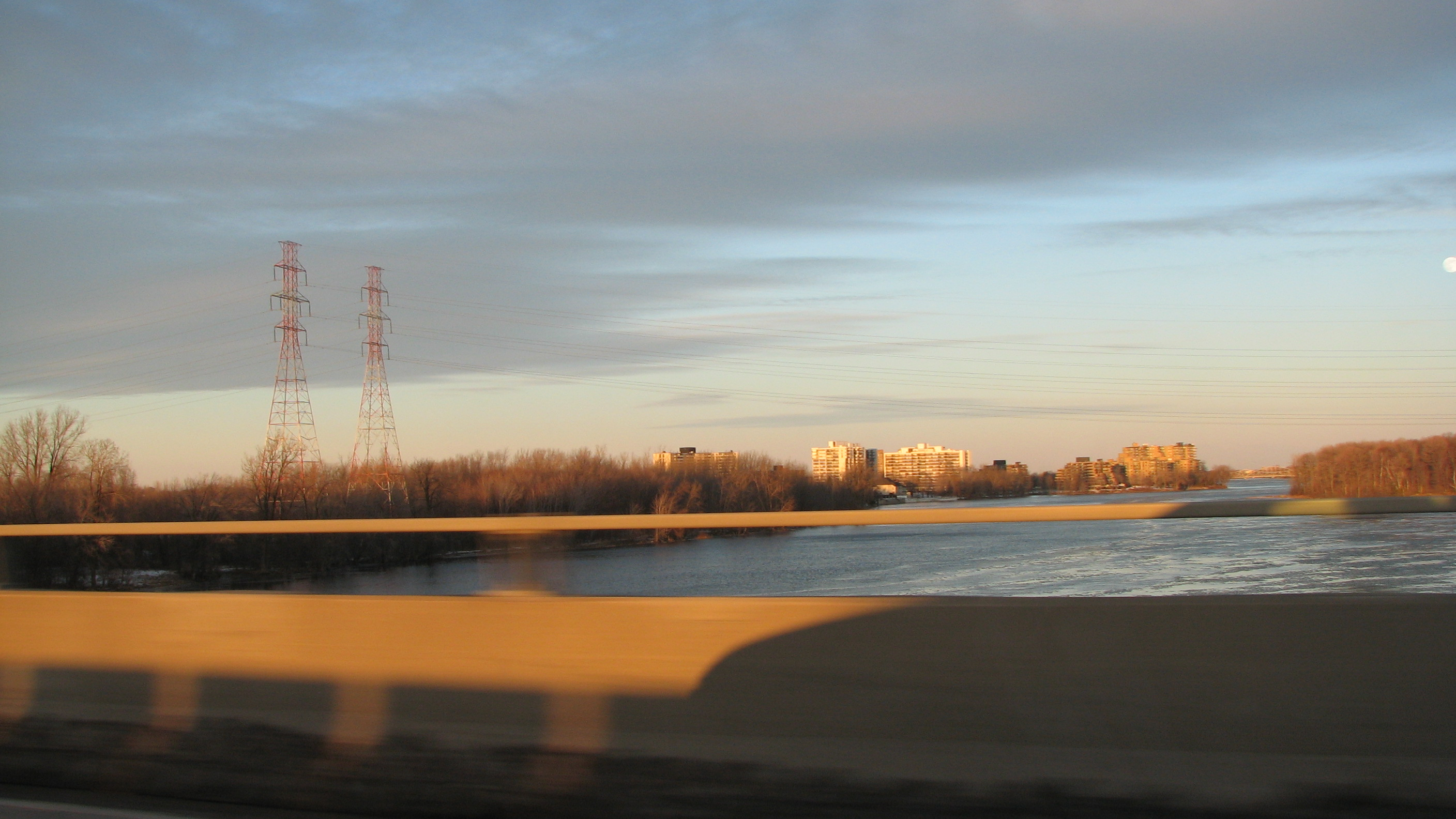
Râul Pășunilor, Quebec

Râul des Prairies este un curs de apă situat între Insula Montreal și Insula Jesus (orașul Laval), în provincia Quebec, Canada. Izvorăște din Lacul celor Doi Munți și se varsă în fluviul Sfântul Laurențiu.
Râul des Prairies se numea înainte Skawanoti, care înseamnă în limba amerindienilor huron râul din spatele insulei. Samuel de Champlain a schimbat numele râului, în onoarea unui prieten, François des Prairies, pe care l-a pierdut într-o expediție. Anglofonii au reluat numele pe care-l foloseau ameridienii și numesc acest curs de apă Back River.